# راندي ولز
راندي ولز (بالإنجليزية: Randy Wells)‏ هو لاعب كرة قاعدة أمريكي، ولد في 28 أغسطس 1982 في بلفيل في الولايات المتحدة.

## وصلات خارجية
- راندي ولز على موقع دوري كرة القاعدة الرئيسي (الإنجليزية)
- راندي ولز على موقعبيزبول رفرنس.كوم (الدوري الرئيسي) (الإنجليزية)
- راندي ولز على موقعبيزبول رفرنس.كوم (الدوري الثانوي) (الإنجليزية)
- راندي ولز على موقع إي إس بي إن.كوم (أم.أل.بي) (الإنجليزية)
- راندي ولز على موقع مشجعي الرسوم البيانية (الإنجليزية)